# 大角駅
大角駅（テガクえき、朝鮮語: 대각역）は、朝鮮民主主義人民共和国平安南道价川市にある駅で、大角線に属する。

## 隣の駅
大角線
泉洞駅 - 大角駅